# Culex imitator
Culex imitator är en tvåvingeart som beskrevs av Theobald 1903. Culex imitator ingår i släktet Culex och familjen stickmyggor. Inga underarter finns listade i Catalogue of Life.